# Нова Весь-Лемборська
Нова Весь-Лемборська (пол. Nowa Wieś Lęborska, нім. Neuendorf) — село в Польщі, у гміні Нова Весь-Лемборська Лемборського повіту Поморського воєводства.
Населення — 2432 особи (2011).
У 1975-1998 роках село належало до Слупського воєводства.

## Демографія
Демографічна структура станом на 31 березня 2011 року:
|          | Загалом | Допрацездатний вік | Працездатний вік | Постпрацездатний вік |
| -------- | ------- | ------------------ | ---------------- | -------------------- |
| Чоловіки | 1239    | 278                | 885              | 76                   |
| Жінки    | 1193    | 253                | 777              | 163                  |
| Разом    | 2432    | 531                | 1662             | 239                  |